# Јосипдол
Јосипдол је општина и насељено место на северу Лике, у Карловачкој жупанији, Република Хрватска.

## Структура
Јосипдол се данас састоји од три главне улице назване према градовима до којих воде: Карловачка улица која води према Карловцу, Огулинска улица води према Огулину, Сењска улица води према Сењу, и неколико „градских четврти": Сича, Кланац, Расадник, Трескавац, Туркаљи, Муњава, Ветерница, Лагер и Чаковац.

## Географија
Јосипдол се налази у јужном делу Карловачке жупаније, 50 km од Карловца, 15 km од Огулина и 15 km од Плашког. Кроз Јосипдол пролази један од три пута које спајају Карловац са Хрватским приморјем, Јозефина. Иако Јосипдол административно припада Карловачкој жупанији, многи га сматрају најсевернијим личким градићем. Површина општине Јосипдол износи 165,41 km².

## Становништво
На попису становништва 2011. године, општина Јосипдол је имала 3.773 становника, од чега у самом Јосипдолу 879.
У Јосипдолу данас живи око 88% Хрвата, 10% Срба и 2% припадника осталих националности. Хрвати живе у северо-западном делу Јосипдола, а Срби у југо-источном.

### Општина Јосипдол

#### Број становника по пописима
| Националност   | 2001. | 1991. | 1981. | 1971. | 1961. | 1953. | 1948. | 1931. | 1921. | 1910. | 1900. | 1890. | 1880. | 1869. | 1857. |
| бр. становника | 3.987 | 4.850 | 5.172 | 5.823 | 6.631 | 7.117 | 6.985 | 7.682 | 7.461 | 7.853 | 8.267 | 8.454 | 7.826 | 7.906 | 8.035 |

- напомене:

Настала из старе општине Огулин.

### Јосипдол (насељено место)

#### Број становника по пописима
| Националност   | 2001. | 1991. | 1981. | 1971. | 1961. | 1953. | 1948. | 1931. | 1921. | 1910. | 1900. | 1890. | 1880. | 1869. | 1857. |
| бр. становника | 993   | 1.116 | 993   | 881   | 858   | 832   | 675   | 762   | 719   | 614   | 669   | 691   | 694   | 546   | 554   |

#### Национални састав
| Националност       | 2001.        | 1991.        | 1981.        | 1971.        | 1961.        |
| Хрвати             | 808 (81,36%) | 775 (69,44%) | 632 (63,64%) | 539 (61,18%) | 545 (63,51%) |
| Срби               | 152 (15,30%) | 261 (23,38%) | 227 (22,86%) | 283 (32,12%) | 296 (34,49%) |
| Југословени        | 0            | 26 (2,32%)   | 119 (11,98%) | 33 (3,74%)   | 14 (1,63%)   |
| остали и непознато | 33 (3,32%)   | 54 (4,83%)   | 15 (1,51%)   | 26 (2,95%)   | 3 (0,34%)    |
| Укупно             | 993          | 1.116        | 993          | 881          | 858          |

## Попис 1991.
На попису становништва 1991. године, насељено место Јосипдол је имало 1.116 становника, следећег националног састава:
| Попис 1991.‍   | Попис 1991.‍  | Попис 1991.‍ | Попис 1991.‍ | Попис 1991.‍ |
| ------------- | ------------ | ----------- | ----------- | ----------- |
|               |              |             |             |             |
| Хрвати        | Хрвати       |             | 775         | 69,44%      |
| Срби          | Срби         |             | 261         | 23,38%      |
| Југословени   | Југословени  |             | 26          | 2,32%       |
| Македонци     | Македонци    |             | 1           | 0,08%       |
| Муслимани     | Муслимани    |             | 1           | 0,08%       |
| неопредељени  | неопредељени |             | 21          | 1,88%       |
| непознато     | непознато    |             | 31          | 2,77%       |
| укупно: 1.116 |              |             |             |             |

## Историја

### Стари век
На подручју јосипдолског краја, у местима Чаковац, Скрадник и Царево Поље пронађени су трагови цивилизације из времена 6000-3500. године п. н. е. Такође су нађени остаци културе Јапода из бакарног доба од 3500-2200. године п. н. е, и остаци римске културе.

### Средњи век
Пет километара од Јосипдола налази се Модруш, некад град и седиште бискупије. Године 1251. краљ Бела II дарује Модруш Бартолу Франкопанском. Време 14. и 15. века донело је врхунац славе и моћи Франкопанима и Модрушу. Из 15. века датира Модрушки урбар, писан глагољицом. Чести турски напади, продори и ратовања слабе моћ Франкопана. Модруш губи своју величину и сјај, а због својег положаја остаје тек гранична стражарница као гаранција сигурности позадинских земаља. Минули су векови, а један од великих средњовековних градова препуштен је времену и забораву.
Године 1756. до 1779. грађен је пут од Карловца до Сења назван по тадашњем цару и престолонаследнику, јозефинска цеста. У Тоуњу је 1775. године изграђен је двоспратни камени мост преко реке Тоуњчице са три отвора дугачак 45 m, висине 13 m и ширине 9 m.

### Новије време
Током 20. века почиње озбиљнији развој Јосипдола, 1902. године оснива се Друштво дјевојака „Љубица Шојат" а 1906. основан је данашњи ДВД Јосипдол.
Већ 1918. године у Јосипдолу делују две пилане, а једна од тих била је окосница развоја Јосипдола све до 1941. године, 1935. основан је Јосипдолски Шпортски Клуб.
Дана 1. фебруара 1977. године отворена је нова (садашња) зграда са спортском двораном, а 1978. године. Јосипдолска ОШ постаје матична осмогодишња школа.
"Златним годинама“ Јосипдола сматра се раздобље од 1975. до 1985. када је изграђена школа, хотел, бензинска станица, зграда садашње општине, дечји вртић итд.

## Привреда
Привреда Јосипдола је скоро занемарљива. Уз снабдевање дрветом, фабрике нема. Не ради ни некадашњи ДИП ни ТУП ни ОПЗ Јосипдол, који су некада запосшљавали велики део целокупног становништва Јосипдола, незапосленост је велика и већи дио становништва живи од социјалне помоћи.

## Споменици и знаменитости
- Католичка црква Св. Јосипа.
- Православна црква Св. Арханђела Михајла и Гаврила.
- Стари град Модруш.

## Образовање
У Јосипдолу данас делује матична Основна Школа „Јосипдол“ са подручним осморазредним одељењима у Оштаријама и Тоуњу и подручни четвороразредним одељењима у Скраднику, Војновцу, Модрушу. Школа се у време Југославије звала Основна Школа „Рајко Трбовиц“ Јосипдол. Школа слави дане школе 19. марта на празник Св. Јосипа, заштитника места.
Гесло школе: „Живот је радост ако је испуњен љубављу и знањем“.

## Култура
У Јосипдолу се од 2007. одржава фестивал духовне музике Тонкафест.
- КУД „Градина“ Модруш.
- Удружење за заштиту околине „Опстанак“ Јосипдол
- Крижарско друштво „Драгутин Фифка“ Јосипдол
- Ловачко друштво „Вепар“ Јосипдол
- Друштво „Наша Дјеца“ Јосипдол

## Спорт
- НК Јосипдол
- МНК „Сича“ Јосипдол
- Теквондо клуб „Јагуар“ Јосипдол